# Departamento de Justicia Juvenil de Texas

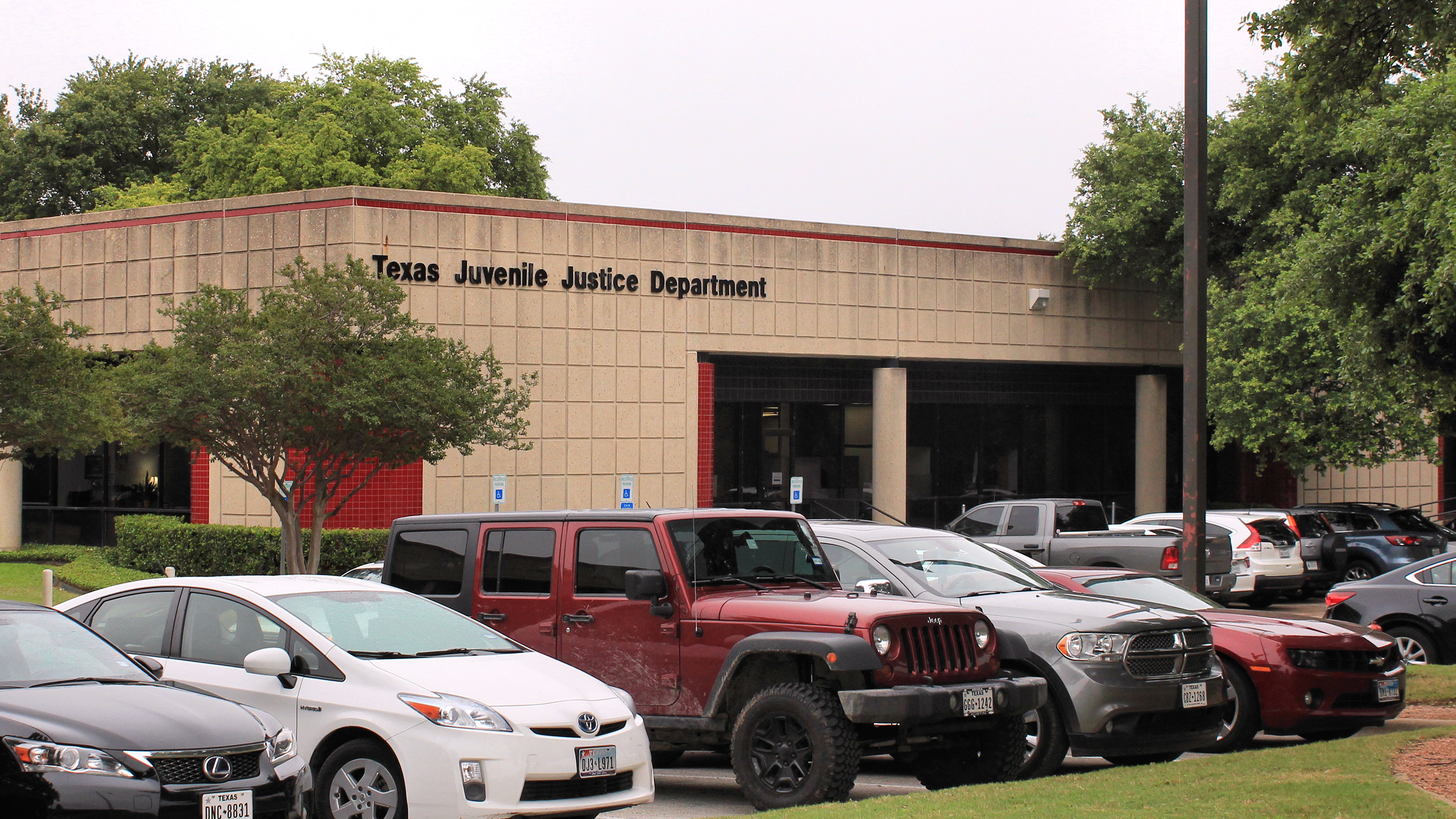
El Braker H Complex, la sede del Departamento de Justicia Juvenil de Texas

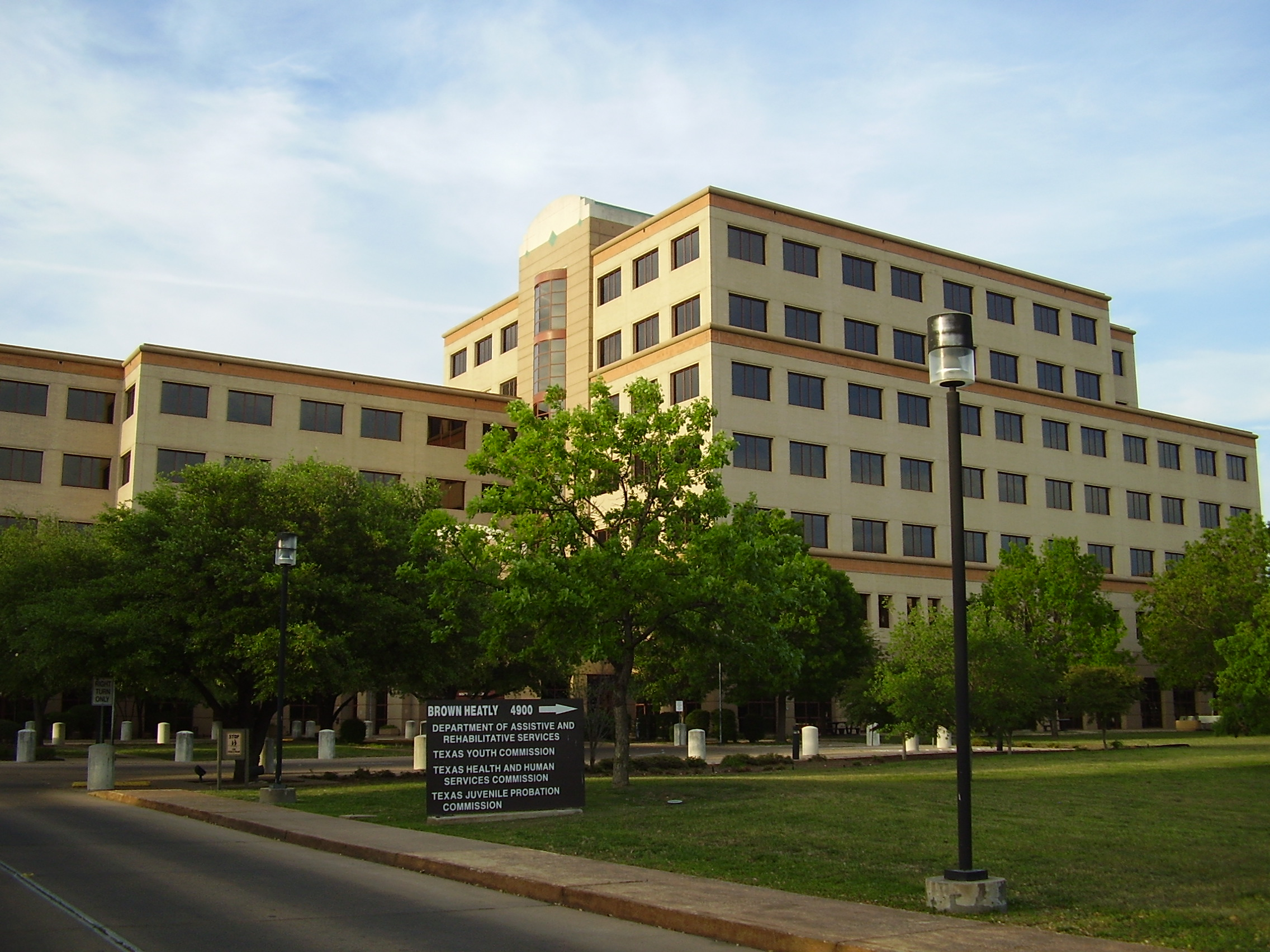
El Edificio Brown-Heatly albergó la sede del departamento.

El Departamento de Justicia Juvenil de Texas (en inglés: Texas Juvenile Justice Department, TJJD) fue una agencia del estado de Texas en los Estados Unidos. El departamento gestiona prisiones y cárceles para menores. Tenía su sede en el Braker H Complex en Austin.
En primero de diciembre de 2011, el TJJD ha abrió, en sustitución de la Comisión Juvenil de Texas. En el abril de 2013 la sede del TJJD trasladó de Brown-Heatley Building al Braker H Complex.